# Тери Джоунс
Терънс Греъм Пери Джоунс (на английски: Terence Graham Parry Jones) е уелски комик и сценарист.
Бил е член на групата от сценаристи и актьори, образували Монти Пайтън. Той е ко-режисьор на „Монти Пайтън и Свещеният граал“ и режисьор на „Животът на Брайън“ и „Смисълът на живота според Монти Пайтън“. Докато има Тери Джоунс, ще има донякъде, и Монти Пайтън. Заел се с режисурата, когато за пръв път се усетило, че член на групата трябва да е отговорен за тези неща. Въпреки че останалите от групата оценявали усилията му, имало известно възмущение от това да бъдат командвани от човек, който виждали като равен, особено когато той се прави на режисьор. Това довело до много шеги с Джоунс. Ерик Айдъл, например, постоянно го нарича най-скучния мъж на планетата. Едни от най-запомнящите се роли на Джоунс са тези на жени на средна възраст с тънък глас.
Написва заедно с Майкъл Палин Ripping Yarns, и написал сценария за „Лабиринт“ (1986). Съща така е написал няколко книги за средновековна история и много детски книги. Режисьор е на няколко филма, включително Erik the Viking (1989) и The Wind in the Willows (1996). Джоунс е женен за Алисън Телфър и има две деца – Сали (1974)и Бил (1976). През 2006 г. той се раздели със съпругата си и понастоящем живее с приятелката си Анна Содерстрьом. Той е водещ и на документален филм за кръстоносните походи.